# Straßenradsport-Weltmeisterschaften 2012
Die Straßenradsport-Weltmeisterschaften 2012 wurden vom 15. bis 23. September in der niederländischen Provinz Limburg ausgetragen.
Es war die sechste Straßen-Rad-WM, die in den Niederlanden stattfand; davor war 1998 Valkenburg aan de Geul Austragungsort, das ebenfalls in Limburg liegt. Die Rennen im Einer-Straßenfahren führten auch 2012 durch Valkenburg (vgl. unten Kurs).

## Neuerungen
Die Wettkämpfe unterlagen einer Anzahl von Veränderungen.
Nach 1994 wurde erstmals wieder ein Mannschaftszeitfahren durchgeführt, die Mannschaften setzten sich aus Profiteams zu je sechs Fahrern zusammen. Die Teilnahme der UCI ProTeams war dabei verbindlich. Weitere Teams qualifizierten sich nach den Zwischenständen der UCI-Ranglisten zum 15. August 2012: Auf Einladung konnten die ersten 20 europäischen Teams der UCI Europe Tour, die ersten fünf amerikanischen bzw. asiatischen der UCI America Tour bzw. UCI Asia Tour und das jeweils erste afrikanische bzw. ozeanische der UCI Africa Tour bzw. UCI Oceania Tour teilnehmen. Im Frauenrennen starteten auf Einladung die ersten 20 UCI Women’s Teams der UCI-Weltrangliste.
Die Wettkämpfe für Junioren wurden wie schon im Vorjahr wieder im Rahmen der WM ausgetragen, nachdem sie von 2004 bis 2010 separat durchgeführt worden waren. Die Weltmeisterschaften dauerten deshalb über eine Woche, mehr als doppelt so lange wie in den Jahren zuvor. Geplant war zudem ein reichhaltiges Rahmenprogramm, darunter eine Ausstellung sowie ein Schülerrennen.

## Kurs
Der Kurs für die Einzel-Straßenrennen der verschiedenen Kategorien (außer für die Juniorinnen) bestand aus einer 100 Kilometer langen Strecke durch die Provinz Limburg sowie einer anschließenden 16,5 Kilometer langen Runde bei Valkenburg, die hinter dem Cauberg endete.

## Zeitplan
- Samstag, 15. September

Eröffnungsfeier in Maastricht
- Sonntag, 16. September

Mannschaftszeitfahren der Frauen (Elite) Sittard-Geleen-Valkenburg (31,9 km)
Mannschaftszeitfahren der Männer (Elite) Sittard/Geleen-Valkenburg (50,8 km)
- Montag, 17. September

Einzelzeitfahren der Junioren Landgraaf-Valkenburg
Einzelzeitfahren der Männer (U23) Landgraaf-Valkenburg
- Dienstag, 18. September

Einzelzeitfahren der Juniorinnen Eijsden-Margraten-Valkenburg
Einzelzeitfahren der Frauen (Elite) Eijsden/Margraten-Valkenburg (24,3 km)
- Mittwoch, 19. September

Einzelzeitfahren der Männer (Elite) Heerlen-Valkenburg (44,6 km)
- Freitag, 21. September

Straßenrennen der Juniorinnen (66 km)
- Samstag, 22. September

Straßenrennen der Frauen (Elite) (132 km)
Straßenrennen Männer (U23) (132 km)
- Sonntag, 23. September

Straßenrennen der Junioren (132 km)
Straßenrennen der Männer (Elite) (265 km)

## Ergebnisse Männer

### Straßenrennen
| Platz | Athlet               | Land | Zeit       |
| ----- | -------------------- | ---- | ---------- |
| 1     | Philippe Gilbert     | BEL  | 6:10:41 h  |
| 2     | Edvald Boasson Hagen | NOR  | + 0:04 min |
| 3     | Alejandro Valverde   | ESP  | + 0:05 min |
| 4     | John Degenkolb       | GER  | + 0:05 min |
| 5     | Lars Boom            | NED  | + 0:05 min |
| 6     | Allan Davis          | AUS  | + 0:05 min |
| 7     | Thomas Voeckler      | FRA  | + 0:05 min |
| 8     | Ramūnas Navardauskas | LTU  | + 0:05 min |
| 9     | Sergio Henao         | COL  | + 0:05 min |
| 10    | Óscar Freire         | ESP  | + 0:05 min |
|       |                      | …    |            |
| 17    | Michael Albasini     | SUI  | + 0:05 min |
| 22    | Stefan Denifl        | AUT  | + 0:05 min |
| 27    | Fabian Wegmann       | GER  | + 0:05 min |
| 37    | Paul Martens         | GER  | + 0:05 min |
| 50    | Michael Schär        | SUI  | + 2:21 min |
| 63    | Mathias Frank        | SUI  | + 2:21 min |
| 67    | Steve Morabito       | SUI  | + 2:21 min |
| 70    | Simon Geschke        | GER  | + 2:21 min |
| 79    | Johannes Fröhlinger  | GER  | + 2:53 min |
| 80    | Christian Knees      | GER  | + 2:53 min |
| 106   | Matthias Brändle     | AUT  | + 8:55 min |
| 111   | Marcus Burghardt     | GER  | + 8:55 min |

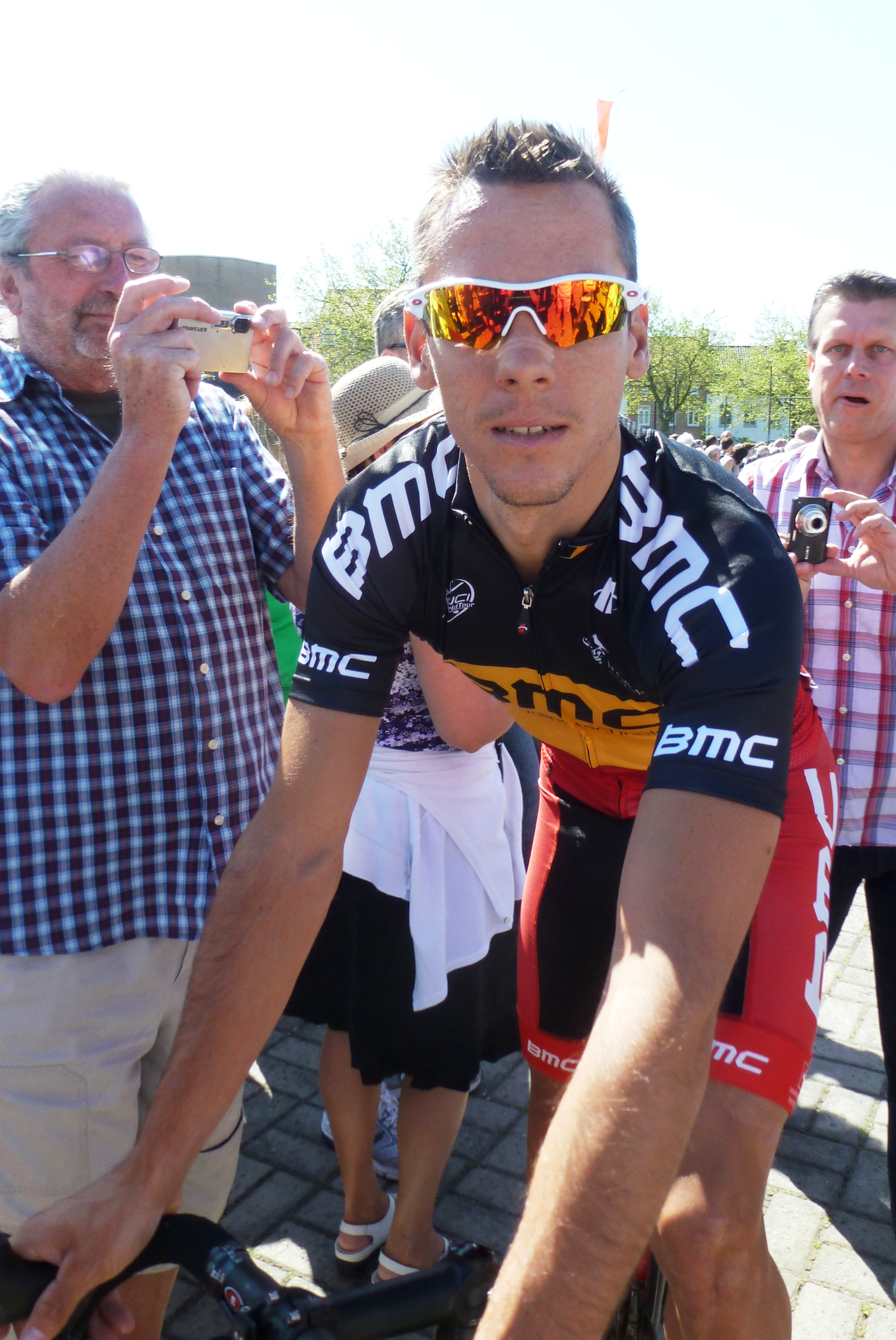
Philippe Gilbert wurde Weltmeister im Straßenrennen.

DNF: Grégory Rast (SUI), Oliver Zaugg (SUI), Daniel Schorn (AUT)

### Einzelzeitfahren
| Platz | Athlet             | Land | Zeit (h)                 | Abstand (min) |
| ----- | ------------------ | ---- | ------------------------ | ------------- |
| 1     | Tony Martin        | GER  | 0:58:38,76 (46,755 km/h) |               |
| 2     | Taylor Phinney     | USA  | 0:58:44,13               | + 0:05,37     |
| 3     | Wassil Kiryjenka   | BLR  | 1:00:23,75               | + 1:44,57     |
| 4     | Tejay van Garderen | USA  | 1:00:28,13               | + 1:49,37     |
| 5     | Fredrik Kessiakoff | SWE  | 1:00:29,32               | + 1:50,56     |
| 6     | Dmitri Grusdew     | KAZ  | 1:00:35,20               | + 1:56,44     |
| 7     | Jan Bárta          | CZE  | 1:00:51,25               | + 2:12,49     |
| 8     | Alex Dowsett       | GBR  | 1:01:04,82               | + 2:26,06     |
| 9     | Alberto Contador   | ESP  | 1:01:08,76               | + 2:30,00     |
| 10    | Adriano Malori     | ITA  | 1:01:19,30               | + 2:40,54     |
|       |                    | …    |                          |               |
| 14    | Riccardo Zoidl     | AUT  | 1:01:36,03               | + 2:57,27     |
| 27    | Patrick Gretsch    | GER  | 1:02:27,54               | + 3:48,78     |
| 36    | Bert Grabsch       | GER  | 1:02:55,61               | + 4:16,85     |

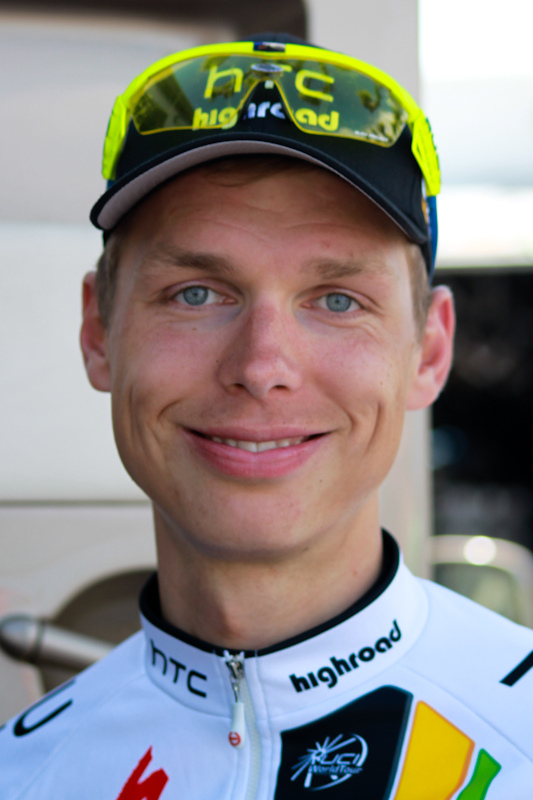
Tony Martin errang den WM-Titel im Einzelzeitfahren

Nach dem Titelgewinn beim Mannschaftszeitfahren am Sonntag holte sich Tony Martin am Mittwoch seine zweite Weltmeisterschaft 2012, mit der er seinen Sieg von 2011 wiederholte. 58 Fahrer gingen bei regnerischem und windigem Wetter auf die 44,6 Kilometer lange Strecke von Heerlen nach Valkenburg, auf der mit dem Bundersberg und dem Cauberg zwei Steigungen zu bewältigen waren. Mit dem Schweizer Olympiasieger von 2008 und vierfachen Zeitfahrweltmeister Fabian Cancellara und dem britischen Zeitfahr-Olympiasieger von 2012 Bradley Wiggins fehlten zwei Favoriten, sodass Martin zunächst nur den Spanier Alberto Contador, Vuelta-Gewinner von 2012, als schärfsten Konkurrenten fürchtete. Dies erwies sich jedoch schnell als unbegründet, denn schon nach 31 Kilometern hatte Martin, der als Letzter ins Rennen geschickt worden war, den zwei Minuten vor ihm gestarteten Spanier überholt. Als hartnäckigster Gegner erwies sich stattdessen der 22-jährige US-Fahrer Taylor Phinney. Dieser war bei der ersten Zeitmessung bei Kilometer 14,3 vier Sekunden schneller als Martin. Erst nach etwa 30 Kilometern lag der Deutsche mit 14 Sekunden vor dem U-23-Weltmeister von 2010. Kurz vor dem Ziel war der Vorsprung auf acht Sekunden geschrumpft, und für Phinney kam noch einmal Hoffnung auf, als sich Martin an den beiden Steigungen schwer tat. Schließlich reichte dem Titelverteidiger ein Vorsprung von fünf Sekunden vor Phinney zur erneuten Weltmeisterschaft. Martins Kommentar: „Ich musste 110 Prozent geben, am Ende war ich völlig fertig. Das war eines der härtesten Finals meine Karriere. Das war das erste Highlight der Saison, in das ich in perfekter Verfassung gehen konnte.“ Die beiden weiteren deutschen Starter Patrick Gretsch (27.) und Ex-Weltmeister Bert Grabsch (36.) enttäuschten.

### Mannschaftszeitfahren
| Platz | Land                   | Athleten                                                                                             | Zeit (h)                 |
| ----- | ---------------------- | --- | ------------------------ |
| 1     | Omega Pharma-Quickstep | Peter Velits/Kristof Vandewalle/Niki Terpstra/ Tony Martin/Sylvain Chavanel/Tom Boonen               | 1:03:17,17 (50,532 km/h) |
| 2     | BMC Racing Team        | Tejay van Garderen/Manuel Quinziato/Marco Pinotti/ Taylor Phinney/Philippe Gilbert/Alessandro Ballan | 1:03:20,40               |
| 3     | Orica GreenEdge        | Svein Tuft/Jens Mouris/Cameron Meyer/ Sebastian Langeveld/Luke Durbridge/Sam Bewley                  | 1:04:04,23               |
| 4     | Liquigas-Cannondale    | Peter Sagan/Maciej Paterski/Vincenzo Nibali/ Kristijan Koren/Tiziano Dall’Antonia/Maciej Bodnar      | 1:04:21,90               |
| 5     | Rabobank Cycling Team  | Luis León Sánchez/Wilco Kelderman/Robert Gesink/ Rick Flens/Stef Clement/Lars Boom                   | 1:04:25,30               |
| 6     | Movistar Team          | Rubén Plaza/Wassil Kiryjenka/Wladimir Karpez/ José Ivan Gutierrez/Jonathan Castroviejo/Andrey Amador | 1:04:35,74               |
| 7     | Katusha Team           | Eduard Worganow/Gatis Smukulis/Denis Menschow/ Aljaksandr Kuschynski/Wladimir Gussew/Maxim Belkow    | 1:04:35,98               |
| 8     | RadioShack-Nissan      | Haimar Zubeldia/Jens Voigt/Jesse Sergent/ Jaroslaw Popowytsch/Andreas Klöden/Tony Gallopin           | 1:04:38,39               |
| 9     | Sky ProCycling         | Geraint Thomas/Ian Stannard/Sergio Henao/ Juan Antonio Flecha/Alex Dowsett/Edvald Boasson Hagen      | 1:04:49,50               |
| 10    | Garmin-Sharp           | Johan Van Summeren/Andrew Talansky/Ramūnas Navardauskas/ Martijn Maaskant/Thomas Dekker/Jack Bauer   | 1:04:52,30               |
| 11    | Astana Pro Team        | Dmitri Murawjow/Tanel Kangert/Dmitri Grusdew/ Andrij Hrywko/Alexander Djatschenko/Assan Basajew      | 1:05:02,14               |
| 12    | Vacansoleil-DCM        | Lieuwe Westra/Tomasz Marczyński/Marco Marcato/ Gustav Larsson/Martijn Keizer/Thomas De Gendt         | 1:05:05,38               |

Insgesamt nahmen 32 Teams teil.

## Ergebnisse Frauen

### Straßenrennen
| Platz | Athletin                   | Land | Zeit       |
| ----- | -------------------------- | ---- | ---------- |
| 1     | Marianne Vos               | NED  | 3:14:29    |
| 2     | Rachel Neylan              | AUS  | + 0:10 min |
| 3     | Elisa Longo Borghini       | ITA  | + 0:18 min |
| 4     | Amber Neben                | USA  | + 0:33 min |
| 5     | Anna van der Breggen       | NED  | + 0:55 min |
| 6     | Rossella Ratto             | ITA  | + 3:40 min |
| 7     | Linda Villumsen            | NZL  | + 4:37 min |
| 8     | Judith Arndt               | GER  | + 4:37 min |
| 9     | Emma Johansson             | SWE  | + 4:37 min |
| 10    | Paulina Brzeźna-Bentkowska | POL  | + 4:37 min |
|       |                            | …    |            |
| 19    | Hanka Kupfernagel          | GER  | + 4:49 min |
| 34    | Charlotte Becker           | GER  | + 4:54 min |
| 45    | Claudia Häusler            | GER  | + 4:58 min |
| 57    | Trixi Worrack              | GER  | + 5:03 min |
| 62    | Jennifer Hohl              | SUI  | + 5:39 min |
| 70    | Ina-Yoko Teutenberg        | GER  | + 5:41 min |

DNF: Romy Kasper (GER), Patricia Schwager (SUI), Doris Schweizer (SUI), Daniela Pintarelli (AUT)

### Einzelzeitfahren
| Platz | Athletin            | Land | Zeit (min)             | Abstand       |
| ----- | ------------------- | ---- | ---------------------- | ------------- |
| 1     | Judith Arndt        | GER  | 32:26,46 (44,573 km/h) |               |
| 2     | Evelyn Stevens      | USA  | 33:00,23               | + 0:33,77 min |
| 3     | Linda Villumsen     | NZL  | 33:07,03               | + 0:40,57 min |
| 4     | Emma Pooley         | GBR  | 33:15,79               | + 0:49,33 min |
| 5     | Ellen van Dijk      | NED  | 33:20,47               | + 0:54,01 min |
| 6     | Ina-Yoko Teutenberg | GER  | 34:00,20               | + 1:33,74 min |
| 7     | Amber Neben         | USA  | 34:09,88               | + 1:43,42 min |
| 8     | Trixi Worrack       | GER  | 34:11,02               | + 1:44,56 min |
| 9     | Martina Sáblíková   | CZE  | 34:25,90               | + 1:59,44 min |
| 10    | Shara Gillow        | AUS  | 34:26,21               | + 1:59,75 min |
|       |                     | …    |                        |               |
| 20    | Patricia Schwager   | SUI  | 35:19,03               | + 2:52,57 min |
| 23    | Martina Ritter      | AUT  | 35:31,24               | + 3:04,78 min |

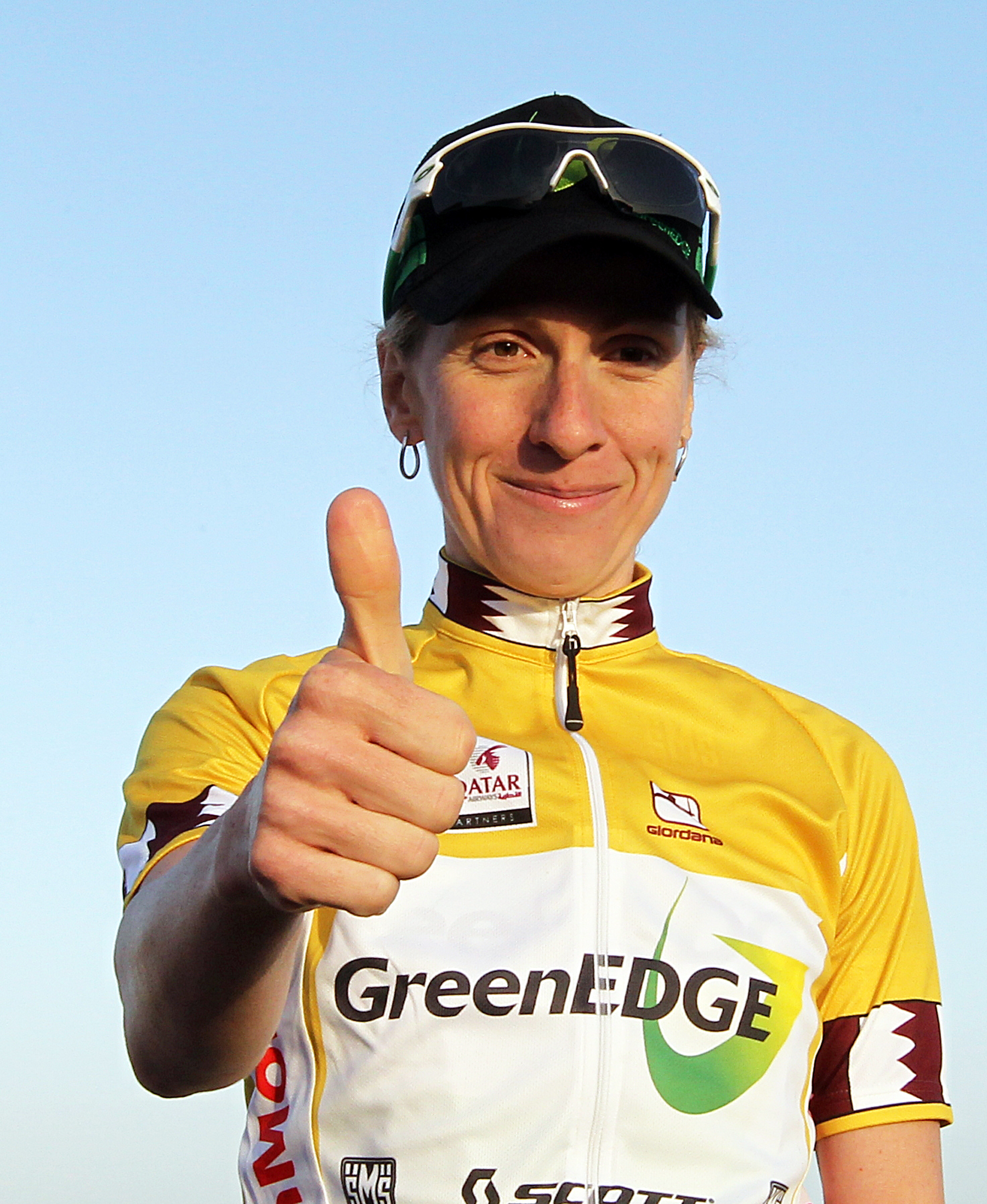
Judith Arndt gewann das Einzelzeitfahren der Frauen

Zwei Tage nach dem Gewinn der Silbermedaille im Mannschaftszeitfahren trat die 36-jährige Judith Arndt am Dienstagnachmittag als Titelverteidigerin im Einzelzeitfahren an. Das Rennen fand auf einem 24,3 Kilometer langen Kurs in Eijsden statt. Die Fahrerinnen hatten wie bei den Männern vor dem Ziel den 1200 Meter langen Anstieg des Caubergs zu bewältigen, waren aber durch Rückenwind begünstigt. Im Feld der 42 Starterinnen fehlten die Olympiasiegerin Kristin Armstrong aus den USA, die Olympiadritte Olga Zabelinskaya aus Russland und die Lokalmatadorin Marianne Vos. So ging Judith Arndt als unbestrittene Favoritin ins Rennen, als Titelverteidigerin als Letzte der Teilnehmerinnen. Mit Tempo 44,6 km/h fuhr sie eine überlegen Bestzeit und sicherte sich ihren vierten Weltmeisterschaftstitel mit einem Vorsprung von 33 Sekunden gegenüber der Zweitplatzierten Evelyn Stevens aus den Vereinigten Staaten. Ina-Yoko Teutenberg als Sechste und Trixi Worrack auf Platz acht rundeten das gute Ergebnis der deutschen Frauen ab.

### Mannschaftszeitfahren
| Platz | Land                                     | Athletinnen                                                                                                  | Zeit (min)             |
| ----- | ---------------------------------------- | --- | ---------------------- |
| 1     | Team Specialized-lululemon               | Trixi Worrack/Ellen van Dijk/Ina-Yoko Teutenberg/ Evelyn Stevens/Amber Neben/Charlotte Becker                | 46:31,69 (44,103 km/h) |
| 2     | Orica-AIS                                | Linda Villumsen/Alexis Rhodes/Melissa Hoskins/ Loes Gunnewijk/Shara Gillow/Judith Arndt                      | 46:55,82               |
| 3     | AA Drink-leontien.nl                     | Kirsten Wild/Emma Pooley/Sharon Laws/ Jessie Daams/Lucinda Brand/Chantal Blaak                               | 48:30,95               |
| 4     | Rabobank Women Cycling Team              | Marianne Vos/Annemiek van Vleuten/Iris Slappendel/ Pauline Ferrand-Prévot/Thalita de Jong/Tatjana Antoschina | 48:52,03               |
| 5     | RusVelo                                  | Olga Sabelinskaja/Irina Molischewa/Hanka Kupfernagel/Romy Kasper/Swetlana Bubnenkowa/Natalia Bojarskaja      | 49:02,21               |
| 6     | Be Pink                                  | Silvia Valsecchi/Julija Martissowa/Elke Gebhardt/ Simona Frapporti/Noemi Cantele/Alena Amjaljussik           | 49:46,43               |
| 7     | SC Michela Fanini Rox                    | Grete Treier/Valentina Scandolara/Azucena Sanchez/ Martina Rutsikowa/Claudia Leal/Alexandra Burschenkowa     | 51:08,89               |
| 8     | Hitec Products-Mistral Home Cycling Team | Thea Thorsen/Lise Nostvold/Emilie Moberg/ Elisa Longo Borghini/Tone Lima/Cecilie Johnsen                     | 51:09,67               |
| 9     | Dolmans-Boels Cyclingteam                | Emma Trott/Winanda Spoor/Pauliena Rooijakkers/ Nina Kessler/Janneke Ensing/Martine Bras                      | 51:31,80               |
| 10    | Lotto Belisol Ladies                     | Kim Schoonbaert/Ludivine Henrion/Kaat Hannes/ Ann-Sophie Duyck/Sofie De Vuyst/Robyn De Groot                 | 52:03,62               |
| 11    | Skil-Argos                               | Adrie Visser/Monique van de Ree/Esra Tromp/ Amy Pieters/Kelly Markus/Suzanne de Goede                        | 52:04,94               |
| 12    | Sengers Ladies Cycling Team              | Geerike Schreurs/Inge Roggeman/Birgit Lavrijssen/ Claudia Koster/Vera Koedooder/Kimberly Buyl                | 52:17,54               |

## Ergebnisse Männer U23

### Straßenrennen
| Platz | Athlet             | Land | Zeit (h)   |
| ----- | ------------------ | ---- | ---------- |
| 1     | Alexei Luzenko     | KAZ  | 4:20:15    |
| 2     | Bryan Coquard      | FRA  | + 0:00 min |
| 3     | Tom Van Asbroeck   | BEL  | + 0:00 min |
| 4     | Hugo Houle         | CAN  | + 0:00 min |
| 5     | Luka Pibernik      | SLO  | + 0:00 min |
| 6     | Esteban Chaves     | COL  | + 0:00 min |
| 7     | Hernando Bohórquez | COL  | + 0:00 min |
| 8     | Kenneth Vanbilsen  | BEL  | + 0:00 min |
| 9     | Wouter Wippert     | NED  | + 0:00 min |
| 10    | Sam Bennett        | IRL  | + 0:00 min |
|       |                    | …    |            |
| 11    | Patrick Konrad     | AUT  | + 0:00 min |
| 17    | Silvan Dillier     | SUI  | + 0:00 min |
| 25    | Michel Koch        | GER  | + 0:00 min |
| 29    | Nikias Arndt       | GER  | + 0:00 min |
| 36    | Rick Zabel         | GER  | + 0:00 min |
| 53    | Georg Preidler     | AUT  | + 0:09 min |
| 63    | Marcel Aregger     | SUI  | + 0:25 min |
| 80    | Lukas Pöstlberger  | AUT  | + 0:31 min |
| 84    | Emanuel Buchmann   | GER  | + 0:31 min |
| 86    | Jan Sokol          | AUT  | + 0:31 min |
| 98    | Jasha Sütterlin    | GER  | + 1:14 min |

DNF: Gabriel Chavanne (SUI), Andreas Hofer (AUT)

### Einzelzeitfahren
| Platz | Athlet                  | Land | Zeit (min)             | Abstand       |
| ----- | ----------------------- | ---- | ---------------------- | ------------- |
| 1     | Anton Worobjow          | RUS  | 44:09,02 (48,923 km/h) |               |
| 2     | Rohan Dennis            | AUS  | 44:53,41               | + 0:44,39 min |
| 3     | Damien Howson           | AUS  | 45:00,14               | + 0:51,12 min |
| 4     | Lasse Norman Hansen     | DEN  | 45:02,30               | + 0:53,28 min |
| 5     | Rasmus Christian Quaade | DEN  | 45:11,58               | + 1:02,56 min |
| 6     | Marlen Smorka           | UKR  | 45:18,44               | + 1:09,42 min |
| 7     | Rasmus Sterobo          | DEN  | 45:34,26               | + 1:25,24 min |
| 8     | Jasha Sütterlin         | GER  | 45:37,72               | + 1:28,70 min |
| 9     | Sergei Tschernezki      | RUS  | 45:46,97               | + 1:37,95 min |
| 10    | Tom Dumoulin            | NED  | 45:49,80               | + 1:40,78 min |
|       |                         | …    |                        |               |
| 15    | Gabriel Chavanne        | SUI  | 46:26,07               | + 2:17,05 min |
| 23    | Patrick Konrad          | AUT  | 46:55,11               | + 2:46,09 min |
| 24    | Jakob Steigmiller       | GER  | 46:57,82               | + 2:48,80 min |

## Ergebnisse Junioren

### Straßenrennen
| Platz | Athlet                | Land | Zeit (h)   |
| ----- | --------------------- | ---- | ---------- |
| 1     | Matej Mohorič         | SLO  | 3:00:45    |
| 2     | Caleb Ewan            | AUS  | + 0:00 min |
| 3     | Josip Rumac           | CRO  | + 0:00 min |
| 4     | Federico Zurlo        | ITA  | + 0:00 min |
| 5     | Jonathan Dibben       | GBR  | + 0:00 min |
| 6     | Kevin Deltombe        | BEL  | + 0:00 min |
| 7     | Thomas Boudat         | FRA  | + 0:00 min |
| 8     | Tom Bohli             | SUI  | + 0:00 min |
| 9     | Mathieu van der Poel  | NED  | + 0:00 min |
| 10    | Søren Kragh Andersen  | DEN  | + 0:00 min |
|       |                       | …    |            |
| 13    | Phil Bauhaus          | GER  | + 0:00 min |
| 17    | Lukas Spengler        | SUI  | + 0:00 min |
| 26    | Arne Egner            | GER  | + 0:00 min |
| 29    | Silvio Herklotz       | GER  | + 0:00 min |
| 39    | Tobias Derler         | AUT  | + 0:00 min |
| 41    | Dennis Paulus         | AUT  | + 0:00 min |
| 43    | Jan Brockhoff         | GER  | + 0:00 min |
| 71    | Gian Friesecke        | SUI  | + 0:00 min |
| 76    | Nico Denz             | GER  | + 0:00 min |
| 77    | Dominic von Burg      | SUI  | + 0:17 min |
| 86    | Maximilian Schachmann | GER  | + 0:28 min |
| 102   | Kilian Frankiny       | SUI  | + 1:01 min |
| 108   | Gregor Mühlberger     | AUT  | + 2:11 min |
| 109   | Patrick Bosman        | AUT  | + 2:11 min |

### Einzelzeitfahren
| Platz | Athlet                | Land | Zeit (min)             | Abstand       |
| ----- | --------------------- | ---- | ---------------------- | ------------- |
| 1     | Oskar Svendsen        | NOR  | 35:34,75 (44,857 km/h) |               |
| 2     | Matej Mohorič         | SLO  | 35:41,79               | + 0:07,04 min |
| 3     | Maximilian Schachmann | GER  | 35:46,58               | + 0:11,83 min |
| 4     | Alexander Morgan      | AUS  | 35:47,35               | + 0:12,60 min |
| 5     | Mathias Krigbaum      | DEN  | 35:48,43               | + 0:13,68 min |
| 6     | Nathan Van Hooydonck  | BEL  | 35:54,12               | + 0:19,37 min |
| 7     | Brent Luyckx          | BEL  | 35:55,28               | + 0:20,53 min |
| 8     | Mads Würtz Schmidt    | DEN  | 35:56,50               | + 0:21,75 min |
| 9     | Ryan Mullen           | IRL  | 36:00,91               | + 0:26,16 min |
| 10    | Taylor Eisenhart      | USA  | 36:01,04               | + 0:26,29 min |
|       |                       | …    |                        |               |
| 16    | Jan Brockhoff         | GER  | 36:25,12               | + 0:50,37 min |
| 24    | Lukas Spengler        | SUI  | 36:56,83               | + 1:22,08 min |
| 32    | Tom Bohli             | SUI  | 37:12,86               | + 1:38,11 min |

## Ergebnisse Juniorinnen

### Straßenrennen
| Platz | Athletin                 | Land | Zeit       |
| ----- | ------------------------ | ---- | ---------- |
| 1     | Lucy Garner              | GBR  | 2:11:26 h  |
| 2     | Eline Gleditsch Brustad  | NOR  | + 0:00 min |
| 3     | Anna Zita Maria Stricker | ITA  | + 0:00 min |
| 4     | Sophie Williamson        | NZL  | + 0:00 min |
| 5     | Jessy Druyts             | DEL  | + 0:00 min |
| 6     | Rasa Pocyte              | LTU  | + 0:00 min |
| 7     | Sheyla Gutiérrez         | ESP  | + 0:00 min |
| 8     | Cecilie Uttrup Ludwig    | DEN  | + 0:00 min |
| 9     | Emily Roper              | AUS  | + 0:00 min |
| 10    | Alicja Ratajczak         | POL  | + 0:00 min |
|       |                          | …    |            |
| 27    | Corinna Lechner          | GER  | + 0:18 min |
| 32    | Madeleine Ortmüller      | GER  | + 0:18 min |
| 37    | Anna Knauer              | GER  | + 0:32 min |
| 40    | Caroline Baur            | SUI  | + 0:32 min |
| 41    | Ann-Leonie Weichmann     | GER  | + 0:32 min |
| 42    | Elisabeth Riegler        | AUT  | + 0:32 min |
| 50    | Stefanie Bochsler        | SUI  | + 0:59 min |
| 57    | Ramona Forchini          | SUI  | + 0:59 min |

### Einzelzeitfahren
| Platz | Athletin              | Land | Zeit (min)             | Abstand       |
| ----- | --------------------- | ---- | ---------------------- | ------------- |
| 1     | Elinor Barker         | GBR  | 22:26,29 (41,714 km/h) |               |
| 2     | Cecilie Uttrup Ludwig | DEN  | 23:02,16               | + 35,87 s     |
| 3     | Demi de Jong          | NED  | 23:29,42               | + 1:03,13 min |
| 4     | Emily Roper           | AUS  | 23:34,47               | + 1:08,18 min |
| 5     | Ramona Forchini       | SUI  | 23:36,71               | + 1:10,42 min |
| 6     | Eva Mottet            | FRA  | 23:37,88               | + 1:11,59 min |
| 7     | Christina Siggaard    | DEN  | 23:39,55               | + 1:13,26 min |
| 8     | Corinna Lechner       | GER  | 23:39,64               | + 1:13,35 min |
| 9     | Nicky Zijlaard        | NED  | 23:41,13               | + 1:14,84 min |
| 10    | Lourdes Oyarbide      | ESP  | 23:41,55               | + 1:15,26 min |
|       |                       | …    |                        |               |
| 24    | Anna Knauer           | GER  | 24:05,78               | + 1:39,49 min |
| 38    | Larissa Brühwiler     | CHE  | 22:03,70 min           | + 2:45,07 min |

## Medaillenspiegel
| Platz  | Nation             | Goldmedaille | Silbermedaille | Bronzemedaille | Gesamt |
| ------ | ------------------ | ------------ | -------------- | -------------- | ------ |
| 1      | Deutschland        | 2            | 0              | 1              | 3      |
| 2      | Australien         | 1            | 3              | 1              | 5      |
| 3      | Norwegen           | 1            | 2              | 0              | 3      |
| 4      | Slowenien          | 1            | 1              | 0              | 2      |
| 5      | Niederlande        | 1            | 0              | 1              | 2      |
| 5      | Belgien            | 1            | 0              | 1              | 2      |
| 6      | Russland           | 1            | 0              | 0              | 1      |
| 6      | Großbritannien     | 1            | 0              | 0              | 1      |
| 6      | Kasachstan         | 1            | 0              | 0              | 1      |
| 7      | Vereinigte Staaten | 0            | 2              | 0              | 2      |
| 8      | Dänemark           | 0            | 1              | 0              | 1      |
| 8      | Frankreich         | 0            | 1              | 0              | 1      |
| 9      | Italien            | 0            | 0              | 2              | 2      |
| 10     | Spanien            | 0            | 0              | 1              | 1      |
| 10     | Belarus            | 0            | 0              | 1              | 1      |
| 10     | Kroatien           | 0            | 0              | 1              | 1      |
| Gesamt | Gesamt             | 9            | 9              | 9              | 27     |

## Aufgebote

### Deutschland
Männer
Zeitfahren (mögliche Starterzahl: 2): Bert Grabsch, Patrick Gretsch, Tony Martin (persönliches Startrecht als Titelträger)

Straßenrennen: Marcus Burghardt, Gerald Ciolek, John Degenkolb, Johannes Fröhlinger, Simon Geschke, Bert Grabsch, Patrick Gretsch, Christian Knees, Paul Martens, Dominik Nerz, Tony Martin, Marcel Sieberg, Fabian Wegmann
Frauen
Zeitfahren: Judith Arndt, Hanka Kupfernagel, Mieke Kröger, Ina-Yoko Teutenberg, Trixi Worrack
Straßenrennen: Judith Arndt, Charlotte Becker, Sarah Düster, Claudia Häusler, Sarah Lena Hofmann, Romy Kasper, Hanka Kupfernagel, Bianca Schnitzmeier, Ina-Yoko Teutenberg, Trixi Worrack
Männer U23
Zeitfahren (mögliche Starterzahl: 2): Michel Koch, Jasha Sütterlin, Jakob Steigmiller, Mario Vogt
Straßenrennen (mögliche Starterzahl: 5): Nikias Arndt, Emanuel Buchmann, Jan Dieteren, Michel Koch, Matthias Plarre, Theo Reinhardt, Jasha Sütterlin, Mario Vogt, Rick Zabel, Ruben Zepuntke
Junioren
Zeitfahren (mögliche Starterzahl: 2): Jan Brockhoff (RSC Hildesheim), Arne Egner (RSV Oberhausen), Silvio Herklotz (Stevens Hamburg), Maximilian Schachmann (RSC Berlin)
Straßenrennen (mögliche Starterzahl: 6): Yannik Achterberg (Team Baier Landshut), Jan Brockhoff (RSC Hildesheim), Phil Bauhaus (RC Bocholt), Nico Denz (Velo Bike Club Waldshut-Tiengen), Arne Egner (RSV Oberhausen), Silvio Herklotz (Stevens Hamburg), Maximilian Schachmann (SC Berlin), Tristan Wedler (RSC Cottbus)
Juniorinnen
Zeitfahren (mögliche Starterzahl: 2): Anna Knauer (RSC Hildesheim), Corinna Lechner (KSC Puch), Madeleine Ortmüller (RSG Buchenau), Ann-Leonie Wiechmann (RSC Hildesheim)
Straßenrennen (mögliche Starterzahl: 4): Anna Knauer (RSC Hildesheim), Corinna Lechner (KSC Puch), Madeleine Ortmüller (RSG Buchenau), Tatjana Paller (Velo Oberland Holzkirchen), Gudrun Stock (RC Die Schwalbe München), Ann-Leonie Wiechmann (RSC Hildesheim)

### Österreich
Männer
Zeitfahren: Riccardo Zoidl (ARBÖ-Gourmetfein Wels)
Straßenrennen: Matthias Brändle (Team Netapp), Stefan Denifl (Vacansoleil), Daniel Schorn (Team Netapp), Ersatz: Marco Haller (Katusha), Matthias Krizek (Team Veneto Marchiol)
Frauen
Zeitfahren: Martina Ritter (ARBÖ Vitalogic NÖ)
Straßenrennen: Martina Ritter (ARBÖ Vitalogic NÖ), Andrea Graus (ARBÖ Vitalogic NÖ), Daniela Pintarelli (Scappa Speed Queens)
Männer U23
Zeitfahren: Andreas Hofer (Team Vorarlberg), Patrick Konrad (Team Vorarlberg), Ersatz: Lukas Pöstlberger (ARBÖ Wels Gourmetfein)
Straßenrennen: Andreas Hofer (Team Vorarlberg), Patrick Konrad (Team Vorarlberg), Lukas Pöstlberger (ARBÖ Wels Gourmetfein), Georg Preidler (Team Type 1 Sanofi), Jan Sokol (ARBÖ Wels Gourmetfein)
Junioren
Zeitfahren:
Straßenrennen: Patrick Bosman (RC ARBÖ Wörgl), Tobias Derler (ASVÖ Volksbank Birkfeld), Gregor Mühlberger (ASKÖ Mazda Eder Walding), Dennis Paulus (Die NÖ Radunion), Alexander Wachter (ÖAMTC Raika Inzing)
Juniorinnen
Zeitfahren:
Straßenrennen: Elisabeth Riegler (ARBÖ Löffler Ladies Team)

### Schweiz
Männer
Zeitfahren: kein Starter
Straßenrennen: Michael Albasini (GreenEdge Cycling Team), Mathias Frank (BMC Racing Team), Steve Morabito (BMC Racing Team), Grégory Rast (RadioShack-Nissan Trek) Michael Schär (BMC Racing Team), Oliver Zaugg (RadioShack-Nissan Trek)
Frauen
Zeitfahren: Patricia Schwager (Forno d’Asolo Colavita)
Straßenrennen: Jennifer Hohl (Faren Honda Team), Patricia Schwager (Forno d’Asolo Colavita), Doris Schweizer (Fassa Bortolo – Servetto)
Männer U23
Zeitfahren: Gabriel Chavanne (RSC Aaretal Münsingen), Silvan Dillier (EKZ Racing Team)
Straßenrennen: Marcel Aregger (Atlas Personal-Jakroo), Gabriel Chavanne (RSC Aaretal Münsingen), Silvan Dillier (EKZ Racing Team)
Junioren
Zeitfahren: Tom Bohli (Tower Sports VC Eschenbach), Lukas Spengler (RRC Diessenhofen)
Straßenrennen: Tom Bohli (Tower Sports VC Eschenbach), Kilian Frankiny (BMC-Hottinger Cycling Team), Gian Friesecke (Team M.F. Hügler Wetzikon), Lukas Spengler (RRC Diessenhofen), Dominic Von Burg (RRC Nordwest Reigoldswil)
Juniorinnen
Zeitfahren: Ramona Forchini (MTB Kader Zentralschweiz)
Straßenrennen: Caroline Baur (Bigla Cycling Team), Ramona Forchini (MTB Kader Zentralschweiz), Stefanie Bochsler (Bigla Cycling Team)